# Prohibitiv
Der Prohibitiv (von lateinisch prohibere, ‚behindern, verhindern, abhalten‘) ist eine grammatische Kategorie des Verbs zum Ausdruck von Verboten. Diese Bedeutung kann durch die Verwendung des Imperativs zusammen mit einer Verneinung ausgedrückt werden, wie im Deutschen: Tu das nicht!. In manchen Sprachen existieren jedoch spezielle Formen, so dass ein Prohibitiv dann als selbständige Kategorie im System des grammatischen Modus erscheint.
Im Lateinischen erfolgt der Ausdruck von Verboten durch einen unregelmäßigen Gebrauch des Konjunktiv Perfekt zusammen mit dem Negationswort nē: Nē timueris ‚Fürchte (dich) nicht!‘. Alternativ gibt es eine Konstruktion mit dem Imperativ des Verbs nolle (‚nicht wollen‘) und Infinitiv: Noli me tangere! ‚Fass mich nicht an!‘.
Auch das Spanische bildet den Prohibitiv mit dem Konjunktiv, allerdings in dessen Präsensform: ¡No me mires! ‚Sieh mich nicht an!‘.
Es gibt Sprachen, die einen Prohibitiv als verneinten Imperativ markieren, aber hierzu eine spezielle Verneinungsform benutzen, die nicht bei verneinten Aussagen erscheint, so im Vietnamesischen.
Einer der seltenen Fälle einer eigenständigen Prohibitiv-Form findet sich in der Grammatik des Lesgischen. Hier gibt es eine eigene Verb-Endung -mir für den Prohibitiv, die sich von der Imperativendung -a unterscheidet. Beispiele für Verbformen: at’un ‚schneiden‘ – at’uraj ‚möge schneiden‘ (Optativ) – at’umir ‚schneide nicht!‘ (Prohibitiv).